# Sint-Corneliuskerk (Roosendaal)
De Sint-Corneliuskerk was een rooms-katholiek kerkgebouw in de stad Roosendaal in de Nederlandse provincie Noord-Brabant. De kerk was gelegen aan de Wouwseweg 1.

## Geschiedenis
Deze kerk werd ten westen van de spoorlijn gebouwd naar ontwerp van Jacques van Groenendael. In 1916 werd de kerk in gebruik genomen. 
De kerk werd in 1971 onttrokken aan de eredienst en in 1973 gesloopt. Op de plaats van de kerk verrees een kantoorgebouw wat later verbouwd werd naar een appartementencomplex. De gelovigen gingen sindsdien naar de Kruiskerk.

## Gebouw
Het betrof een grote driebeukige bakstenen neogotische hallenkerk. De voorgebouwde toren werd nimmer voltooid.